# Fuerte de la Purísima Concepción
El Fuerte de la Purísima Concepción o también llamado fuerte de Sidi-Guariach es uno de los fuertes exteriores de la ciudad española de Melilla, está ubicado cerca de la Frontera de Melilla y es un Bien de Interés Cultural.

## Historia
Fue construido para defender Melilla de los ataques de los rifeños, aunque el inicio de sus obras desencadenó la guerra de Margallo al estar demasiado cerca de un morabo, un santuario islámico. Después de perder su función defensiva fue el primer cuartel del cuerpo Regulares. 
En la actualidad alberga el Centro de Acogida de Menores.

## Descripción
Es un fuerte de planta cuadrada con un patio interior en el que se distribuyen las salas y en el que se encuentra una torre cuadrada.